# Реальний соціалізм
«Реальний соціалізм» (або іноді також «розвинений соціалізм») — пропагандистське кліше або евфемізм, радянська офіційна назва політичного режиму СРСР останнього десятиріччя його існування. Підкреслює розбіжності з Марксистсько-Ленінським ідеалом., з  офіційними установками та цілями Програми КПРС (1961) та більш гуманними та ліберальними моделями соціалізму: східно-європейським «Соціалізмом з людським обличчям», західно-європейськими Демократичним соціалізмом та Єврокомунізмом.
В культурології «р.с.» — часом ідеологічне самопозначення всієї післясталінської епохи. 
Поняття виникло як потреба «позитивного пояснення» глибокої системної економічної, політичної та ідейної кризи Радянського Союзу, як спроба уникнення відкритого визнання істотної поразки радянської моделі «комунізму» та відмови від власних принципів та офіційно заявленої у 1961 стратегічної програмної цілі «побудування матеріально-технічної бази комунізму до 1980 року». Поняття «реальний соціалізм» вперше ввів в обіг "головний ідеолог" КПРС М. А. Суслов.
Пізніше, на межі 1980х-90х років, під час самокритичної Перебудови та «Гласності», цей же самий історичний період  одержав іншу назву — Період застою або Стагнація.

## Характерні ознаки
Хоча ознаки капіталізму (такі, як приватна власність, ринки товарів, капіталу та робочої сили) були відсутніми, суспільство не було соціалістичним. Державна власність на засоби виробництва створила вакуум власності. Відсутність приватної власності сприяла виникненню корупції, пригнічувала мотивацію, спотворювала пріоритети керівництва, та відхиляла зусилля держави на контроль за рахунок планування та керування. Інтереси суспільства були заміщені владою лобістів. Домінування номенклатурної системи зруйнувало критерії професійності та фаховості, розчинило механізми підзвітності, та зміцнило владу окремих партійних груп. Партія, бюрократія, апарат безпеки, та військові утворили владну еліту, яка правила бюрократично-централізованим, розпорошеним суспільством.
Суспільство було безкласовим, хоча форми соціального розшарування існували, особливо серед партійних функціонерів та інтелігенції.
Характеристика задовільної якості реального соціалізму ускладнюється тим, що її очевидні вади затуляють досягнення.
Згідно з одним із поглядів, соціалізм не виступає проти недоліків «капіталізму», він агресивно виступає проти дійсності. Він робить спроби придушити реальний світ, але, врешті-решт, йому це не вдається. Проте протягом тривалого періоду ці зусилля можуть мати успіх у створенні сюрреалістичного світу з його парадоксом, що неефективність, бідність, брутальність можна видавати за вище благо суспільства, світу, в якому суспільство не може кинути виклик цій брехні.

### СРСР
- Рудольф Гильфердинг. Государственный капитализм или тоталитарное государство? // «Социалистический вестник». — №459 (1940). — C. 92–93.(рос.)
- Андрей Здоров. Государственный капитализм и модернизация Советского Союза: марксистский анализ советского общества. — Москва: Комнига, 2006. — 124 с.(рос.)
- Лев Троцкий. Преданная революция: Что такое СССР и куда он идёт? — Москва: НИИ культуры, 1991.(рос.)
- Friedrich Adler, “Das Stalinsche Experiment und der Sozialismus”, in Der Kampf, no.25 (1932), S. 4–16.(нім.)
- Friedrich Adler, “Zur Diskussion über Sowjetrussland. Ein Briefwechsel mit Karl Kautsky”, in Der Kampf, no.26 (1933), S. 58–69.(нім.)
- Charles Bettelheim, Les luttes de classes en URSS — Première période, 1917-1923, Paris: Seuil/Maspero, 1974.(фр.)
- Charles Bettelheim, Les luttes de classes en URSS — Deuxième période, 1923-1930, Paris: Seuil/Maspero, 1977.(фр.)
- Charles Bettelheim, Les luttes de classes en URSS — Troisième période, 1930-1941. Tome I: Les dominés, tome II: Les dominants, Paris: Seuil/Maspero, 1982.(фр.)
- James Burnham, The Managerial Revolution. What Is Happening in the World, New York: John Day Company, 1941.(англ.)
- Antonio Carlo, "La natura socio-economica dell’URSS", in Giovane Critica, no.26 (primavera 1971), p. 2–75.(італ.)
- Joseph Carter [Joseph Friedman], "The Class Nature of the Stalinist State", in Socialist Workers Party Bulletin, issue 5 (1938).(англ.)
- Joseph Carter [Joseph Friedman], "Bureaucratic Collectivism", in New International, issue 7 (1941), pp. 216–221.(англ.)
- Paresh Chattopadyay, “Rise of Social Capitalism in the USSR“, in Economic and Political Weekly, no.24 (1981), pp. 1063–1068; nos.25–26 (1981) pp. 1103–1120; no.27 pp. 1157–1161.(англ.)
- Paresh Chattopadhyay, “Post-Revolutionary Society: Socialism, Bureaucracy or Social Capitalism?“, in Revue des Pays de l’Est, no.1–2 (1983): pp. 199–224.(англ.)
- Paresh Chattopadyay, “La dynamique de l’économie soviétique à la lumière de l’analyse marxienne de l’accumulation du capital“, in Economie appliquée, no.2 (1990), pp. 5–32.(фр.)
- Paresh Chattopadyay, The Marxian Concept of Capital and the Soviet Experience, Westport: Praeger, 1994.(англ.)
- Tony Cliff, Stalinist Russia: A Marxist Analysis, M. Kidron, 1955. 273 pp.(англ.)
- Lucien Laurat [Otto Maschl], 1931, L’économie soviétique. Sa dynamique. Son mécanisme, Paris: Librairie Valois, 1931.(фр.)
- Marcel van der Linden, Western Marxism and the Soviet Union: A Survey of Critical Theories and Debates Since 1917, Leiden—Boston: Brill, 2007. XII + 380 pp.(англ.)
- Friedrich Pollock, “Die planwirtschaftlichen Versuche in der Sowjetunion”, Leipzig: Schriften des Instituts für Sozialforschung an der Universität Frankfurt am Main, 1929.(нім.)
- Friedrich Pollock, "State Capitalism: Its Possibilities and Limitations", in Studies in Philosophy and Social Science, issue IX (1941), pp. 200–225.(англ.)
- Bruno Rizzi, Dove va l’URSS?, La Prora, Milano 1937.(італ.)
- Bruno R. [Bruno Rizzi], La bureaucratisation du monde, Paris: Imprimerie les presses modernes, 1939.(італ.)
- Bruno Rizzi, La lezione dello stalinismo. Socialismo e collettivismo burocratico, Opere Nueve, Roma 1962.(італ.)
- Bruno Rizzi, “Società asiatica e collettivismo burocratico. Osservazioni a Melotti e a Carlo”, in Terzo Mondo, no.18 (1972), pp. 75–94.(італ.)
- Otto Rühle, Von der bürgerlichen zur proletarischen Revolution, Dresden: Am Anderen Ufer, 1924.(нім.)
- Max Shachtman, "Is Russia a Workers’ State?", in New International, issue VI (1940), pp. 195–205.(англ.)
- Max Shachtman, The Bureaucratic Revolution. The Rise of the Stalinist State, New York: The Donald Press, 1962.(англ.)
- Simone Weil, "Allons-nous vers la révolution prolétarienne?", in La Révolution Prolétarienne, no. 158 (1933), pp. 311–319.(фр.)
- Ryan L. Worrall, "U.S.S.R: Proletarian or State Capitalist?", in Modern Quarterly, vol. XI, no. 2 (Winter 1939), pp. 5–19.(англ.)

### Східна Європа
- Милован Джилас. Лицо тоталитаризма. — Москва: «Новости», 1992. — 554 с.(рос.)
- Rudolf Bahro, Die Alternative. Zur Kritik des real existierenden Sozialismus, Europäische Verlagsanstalt (EVA), Köln/Frankfurt 1977, 543 (559) S.(нім.)
- Felipe García Casals [Pavel Campeanu], "Theses on the Syncretic Society", in Theory and Society, vol. IX, no. 2 (March, 1980), pp. 233–260.(англ.)
- Ferenc Fehér, “The Dictatorship over Needs”, in Telos, issue 35 (Spring 1978), pp. 31–42.(англ.)
- Ferenc Fehér, Agnes Heller and György Márkus, Dictatorship over Needs: An Analysis of Soviet Societies, Oxford: Basil Blackwell, 1983.(англ.)
- György Konrád and Ivan Szelényi, The Intellectuals on the Road to Class Power, New York: Harcourt Brace Jovanovich, 1979.(англ.)
- Marc Rakovski [György Bence and Janos Kis], "Le marxisme devant les sociétés soviétiques", in Les Temps Modernes, no. 341 (December, 1974), pp. 553–584.(фр.)
- Marc Rakovski [György Bence and Janos Kis], "L’Union du Capital et de la Science passé et present", in Les Temps Modernes, no. 355 (January, 1976), pp. 1241–1270.(фр.)
- Marc Rakovski [György Bence and Janos Kis], Towards an East European Marxism, London: Allison & Busby, 1978.(англ.)
- Benno Sarel, Arbeiter gegen den "Kommunismus". Zur Geschichte des proletarischen Widerstandes in der DDR (1945-1958), Trikont, München 1975, 238 S.(нім.)
- Svetozar Stojanović, "The Statist Myth of Socialism", in Praxis, vol. 3, no. 2 (1967), pp. 176–187.(англ.)
- Svetozar Stojanović. Izmedju ideala i stvarnosti. Beograde: Prosveta, 1969, 223 str.(сербо-хорв.)
- Paul M. Sweezy, "The Invasion of Czechoslovakia: Czechoslovakia, Capitalism and Socialism", in Monthly Review, vol. 20, no. 5 (October, 1968), pp. 5–16.(англ.)

### КНР
- Samir Amin, "Expansion or Crisis of Capitalism? (Are the U.S.S.R. and China Capitalist?)", in Contemporary Marxism, issue 9 (1984), pp. 3–17.(англ.)
- Samir Amin, The Future of Maoism, New York: Monthly Review Press, 1981, 128 pp.(англ.)
- Peter Cheng, Marxism and Capitalism in the People’s Republic of China, Lanham: University Press of America, 1988, 76 pp.(англ.)
- Michel Chossudovsky, Towards Capitalist Restoration? Chinese Socialism after Mao, Basingstoke, 1986, 266 pp.(англ.)
- Andy Ford, “China–capitalist or not?”, in Socialism Today, Issue 131 (September, 2009).(англ.)
- Fred Halliday, “Marxist Analysis and Post-Revolutionary China”, in New Left Review, issue 100, 1976-1977.(англ.)
- Lynn Walsh, “China’s hybrid economy”, in Socialism Today, Issue 122 (October, 2008).(англ.)